# Ján Klimko
Ján Klimko, né le 30 juillet 1960 à Prešov, est un skieur slovaque qui concourait en combiné nordique pour la Tchécoslovaquie durant sa carrière. Il occupe plus tard diverses fonctions d'entraîneur de ski nordique.

## Carrière
Il est 22e en individuel aux Jeux olympiques d'hiver de 1984.
Il se classe sixième avec le relais ainsi que 27e en individuel aux Jeux olympiques d'hiver de 1988, dernière compétition majeure de sa carrière.
En Coupe du monde, il est l'auteur d'un podium en décembre 1986, lorsqu'il termine troisième à Oberwiesenthal. Il se classe septième en individuel aux Mondiaux 1987.
En 2001, il reçoit la médaille du comité olympique slovaque.
Il entraîne l'équipe de Pologne de combiné nordique à partir de 2012.

## Palmarès

### Jeux olympiques
| Épreuve / Édition              | Sarajevo 1984 | Calgary 1988 |
| Combiné nordique (individuel)  | 22e           | 27e          |
| Combiné nordique (par équipes) | -             | 6e           |

### Championnats du monde
| Épreuve / Édition              | Rovaniemi 1984 | Seefeld 1985 | Oberstdorf 1987 |
| Combiné nordique (individuel)  | 22e            | 15e          | 7e              |
| Combiné nordique (par équipes) | 6e             | 8e           | 10e             |

### Coupe du monde
- Meilleur classement général : 16e en 1987.
- 1 podium individuel : 1 troisième place.

#### Différents classements en Coupe du monde
| Année | Classement général final |
| 1985  | 22e                      |
| 1986  | 26e                      |
| 1987  | 16e                      |

### Autres
- Il remporte à sept reprises le Championnat de Tchécoslovaquie de combiné nordique en individuel.
- En combiné nordique, il remporte le Memorial Bronisław Czech et Helena Marusarzówna (pl) en 1983.
- En 1987, il remporte l'épreuve de combiné nordique aux Universiades.